# هوشنگ یاری
هوشنگ یاری (زاده ۱۳۴۲) نظامی اهل ایران، سرتیپ دوم خلبان هلیکوپتر بل-۲۱۴ و فرمانده هوانیروز ارتش جمهوری اسلامی ایران از سال ۱۳۹۰ تا ۱۳۹۵ بود.
وی در سال ۱۳۶۱ وارد دانشکده افسری ارتش شد و پس از فارغ‌التحصیلی و طی کردن دوره پیاده، از سال ۱۳۶۵ وارد هوانیروز شد. یاری جانشین هوانیروز ارتش بود که در سال ۱۳۹۰ و طی حکمی از سوی فرمانده وقت نیروی زمینی ارتش جمهوری اسلامی ایران سرتیپ احمدرضا پوردستان به عنوان فرمانده هوانیروز انتخاب و جایگزین کیومرث احدی شد. وی تا شهریورماه ۱۳۹۵ فرمانده هوانیروز بود.